# Caulophacus arcticus
Caulophacus arcticus är en svampdjursart som först beskrevs av Hansen 1885.  Caulophacus arcticus ingår i släktet Caulophacus och familjen Rossellidae. Inga underarter finns listade i Catalogue of Life.